# Фэллон, Тиффани
Ти́ффани Фэ́ллон-Ру́ни (англ. Tiffany Fallon-Rooney; 1 мая 1974, Форт-Лодердейл, Флорида, США) — американская фотомодель и актриса
.

## Биография
Тиффани Фэллон родилась 1 мая 1974 года в Форт-Лодердейле (штат Флорида, США) в семье американско-ирландского происхождения.
В 2005 году Тиффани стала Playmate мужского журнала «Playboy».

## Личная жизнь
С 23 апреля 2006 года Тиффани замужем за музыкантом Джо Доном Руни. У супругов есть трое детей: сын Джаггер Донован Руни (род.31.05.2008) и двое дочерей — Ракель Блю Руни (род.07.09.2010) и Девон Оливия Руни (род.29.09.2014).

## Фильмография
| Год  |   | Русское название | Оригинальное название | Роль                    |
| ---- | - | ---------------- | --------------------- | ----------------------- |
| 2009 | ф | Мечты сбываются  | Deep in the Valley    | сексуальная домохозяйка |
| 2015 | ф |                  | The Senator           | Уилкокс                 |
| 2017 | ф |                  | The Competition       | Корина                  |
| 2017 | ф |                  | Southern Christmas    | Шерри                   |